# Germaine Schroeder

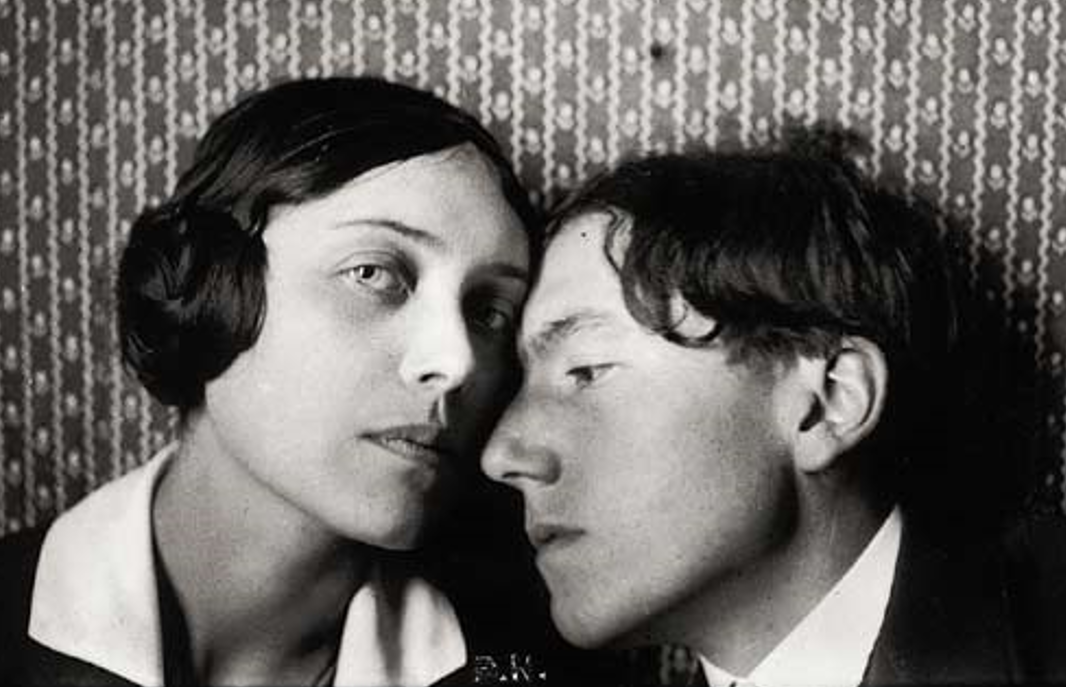
Germaine Schroeder und Jean Reutlinger, 1913

Germaine Schroeder (* 1889; † 1983) war eine französische Buchbinderin.

## Leben und Werk
Germaine Schroeder war von 1913 als Buchbinderin aktiv und gründete vor dem Beginn des Ersten Weltkriegs ihr erstes Atelier in Paris in der Rue Denfert-Rochereau 22. Der Modedesigner Jacques Doucet beauftragte sie, die ersten der zahlreichen von Pierre Legrain für ihn entworfenen Einbanddekore handwerklich umzusetzen. Germaine Schroeder war zu dieser Zeit mit dem französischen Fotografen Jean Reutlinger liiert.  Gemeinsam veröffentlichten sie Poesie in der Zeitschrift La Vasque. Zu Beginn des Ersten Weltkrieges wurde Reutlinger zum Kriegsdienst eingezogen. Er bat Germaine Schroeder um ihren Besuch in seiner Garnison und übergab ihr dort zahlreiche persönliche Dokumente. Reutlinger fiel am 22. August 1914 in den Ardennen, worauf Schroeder seinen Nachlass betreute.
Bis 1925 hatte sich die Buchbinderin einen Ruf erworben, der ihr Klientel wie den Politiker Louis Barthou, Coco Chanel und ihr Gefolge sowie den Schriftsteller Jean Cocteau einbrachte. Im gleichen Jahr zeigte sie ihre Arbeiten auf der Exposition internationale des Arts Décoratifs et industriels modernes. Schroeder heiratete den französischen Dramatiker, Drehbuchautor und ehemaligen Leiter der Zeitschrift La Revue, Bernard Zimmer. Danach führte sie ihre Werkstatt unter ihrem Mädchennamen Schroeder weiter. Sie verlegte das Atelier 1930 in die Rue Bonaparte 7 und darauf in die Rue des Grands-Augustins 3. 1936 übernahm Mademoiselle Magdelaine die Werkstatt.
Aus der Verbindung mit Bernard Zimmer entstammten die Söhne Jacques (* vor oder im Jahr 1924) und Pierre (* 1927, Filmschauspieler).

## Rezeption
Nach dem Schriftsteller und Bibliothekar Yves Peyré war Schroeder „eine der ersten Buchbinderinnen, die sich auf den Weg des Art Déco wagte. […] Germaine Schroeder steht an der Spitze der Erfinder des Art Déco.“
Der Kunstautor und -sammler Ernest de Crauzat urteilte 1932, dass die Einbände von Germaine Schroeder „brillant in den Farben und gut ausgeführt“ seien sowie „einen sehr ehrenvollen Platz in der zeitgenössischen Produktion“ einnähmen.